# Numana
Numana é uma comuna italiana da região das Marcas, província de Ancona, com cerca de 3 295 habitantes. Estende-se por uma área de 10 km², tendo uma densidade populacional de 330 hab/km². Faz fronteira com Castelfidardo, Porto Recanati (MC), Sirolo.

## Demografia
| Variação demográfica do município entre 1861 e 2011                               |
|                                                                                   |
| Fonte: Istituto Nazionale di Statistica (ISTAT) - Elaboração gráfica da Wikipedia |